# Соснова шишка (яйце Фаберже)
Великоднє яйце «Соснова шишка» з колекції родини Кельх — ювелірний виріб, виготовлений у 1900 році фірмою Карла Фаберже на замовлення російського промисловця Олександра Фердинандовича Кельха, який подарував його своїй дружині Варварі Петровні Базановій-Кельх.

## Дизайн
Поверхня яйця гільйошована, покрита напівпрозорою емаллю королівського синього кольору і орнаментом із платинових гірлянд інкрустованих діамантами огранювання «троянда». На верхньому кінці яйця чотири великих грушоподібних діаманти утворюють чотирилисник, символ Воскресіння; під діамантами зображена дата «1900». 
Не збереглась монограма Варвари Кельх «В.К.» під великим діамантом на нижньому кінці яйця. Імовірно, вона була виконана подібно до монограми на яйці «Дванадцять панелей».

### Сюрприз
Всередині яйця знаходиться механічний, прикрашений дорогоцінним камінням слон, на якому сидить погонич і ключ для заводження.

## Історія
У 1929 році яйце було продане приватному колекціонеру в США. На аукціоні Christie's в Женеві у 1989 році його придбала за $3,1 мільйони Джоан Крок, вдова колишнього управлінця корпорації Мак Дональдс. Під час торгів Крок була на телефонному зв'язку із своїм представником на аукціоні. Пізніше Крок розповіла Нью Йорк Таймс: «Я була в захоплені, коли мені сказали, що я придбала яйце».
У 1997 році яйце «Соснова шишка» із колекції Джоан Крок виставлялася на аукціоні Christie's в Нью-Йорку, але не було продане, оскільки за нього не пропонували більше $2,8 мільйонів, тоді як за попередньою оцінкою вартість становила $3,5-4,5 мільйонів.